# Preußischer Staatsrat (1817–1918)

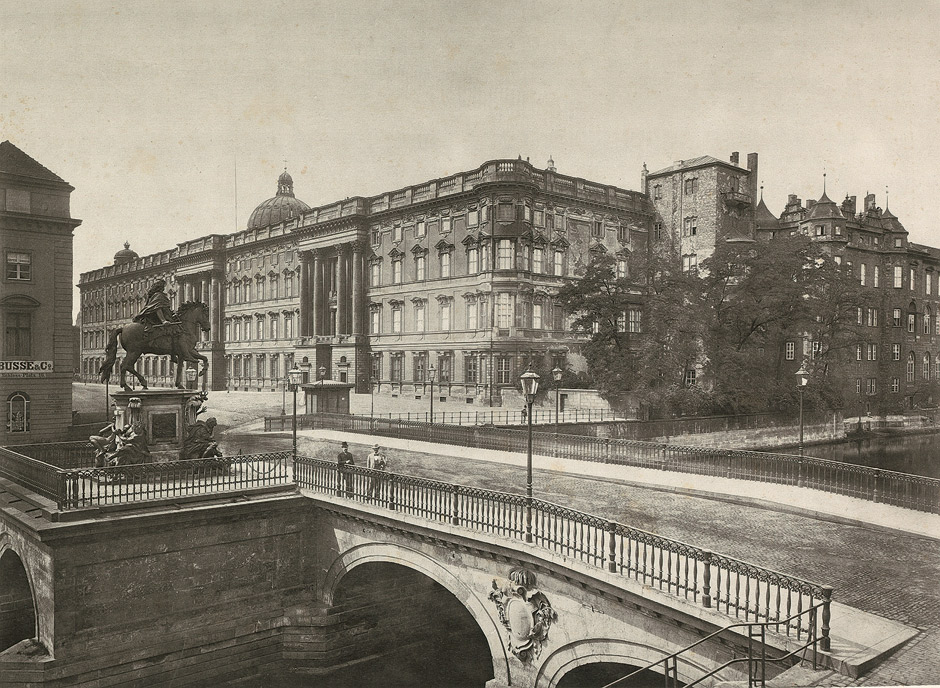
Ansicht des Berliner Schlosses von der Langen Brücke (1874). Die Staatsratszimmer lagen hinter den Fenstern, die unter dem Pferd zu sehen sind.

Der Preußische Staatsrat war von 1817 bis 1848 und erneut ab 1854 im Preußischen Staat ein beratendes Gremium des Königs. Seine Mitglieder trugen nicht den Titel Staatsrat, durften sich aber als Mitglied des Staatsrates bezeichnen.

## Geschichte

### Vorgeschichte
Nach der Niederlage Preußens gegen Napoleon in der Schlacht bei Jena und Auerstedt im Jahr 1806 begannen die Preußischen Reformen. In vielen Bereichen orientierte man sich an den Veränderungen in Frankreich. Eine viel beachtete Innovation war die Gründung des Conseil d’État (deutsch: Staatsrat) durch Napoleon 1798. In den Rheinbundstaaten wurden nach diesem Vorbild teilweise Staatsräte als beratende Gremien eingerichtet, siehe z. B. die Constitution des Königreichs Westphalen. Auch im HRR bestanden in vielen Territorien Geheime Räte. In Preußen war dies bis 1808 das Geheime Ratskollegium.
Auch Heinrich Friedrich Karl vom und zum Stein schlug in der Nassauer Denkschrift und seinem Entwurf einer Verordnung vom 24. November 1808 (die nie in Kraft trat), die Einrichtung eines Staatsrates mit beratender und legislativer Funktion vor. In der von Karl August von Hardenberg entworfenen Verordnung vom 27. Oktober 1810 „über die veränderte Verfassung aller obersten Staatsbehörden in der Preußischen Monarchie“ sind die Einrichtung eines Staatsrates wie auch Vorschriften über seine Zusammensetzung enthalten; eine faktische Einführung des Gremiums erfolgte aber zunächst nicht. Die Ankündigung des Königs in der Allerhöchsten Kabinettsordre vom 3. Juni 1814 „wegen Ernennung des Ministerii“, er wolle nach seiner Rückkehr aus Paris den Staatsrat in Aktivität setzen, bringt aber dessen Anordnung in Zusammenhang mit der Frage der ständischen Verfassung und Repräsentation – was die Verzögerung der tatsächlichen Einführung bis 1817 erklärt.

### Einführung 1817
Mit der Verordnung wegen Einführung des Staatsrats vom 20. März 1817 wurde der Staatsrat gebildet. Er bestand aus
- den Prinzen des königlichen Hauses, sobald sie das achtzehnte Lebensjahr erreicht haben;
- Mitgliedern qua Amt, nämlich
  - dem Staatskanzler und Präsidenten des Staatsrats;
  - den Feldmarschällen;
  - den die Verwaltung leitenden wirklichen Staatsministern;
  - dem Minister-Staatssekretair, der die Protokolle und Gutachten des Staatsrates führt und das Formelle des Geschäftsganges zu besorgen hat;
  - dem Generalpostmeister;
  - dem Chef des Obertribunals;
  - dem ersten Präsidenten der Oberrechnungskammer;
  - dem Geheimen Kabinettsrat;
  - dem Offizier, der den Vortrag in Militärsachen beim König hat;
  - den kommandierenden Generalen in den Provinzen, jedoch nur dann, wenn sie besonders berufen werden;
  - den Oberpräsidenten in den Provinzen, jedoch ebenfalls nur dann, wenn sie besonders berufen werden;
- aus Staatsdienern, welche durch besonderes Vertrauen des Königs Sitz und Stimme im Staatsrath erhalten und von diesem ernannt werden.

Der Staatsrat bildete sieben Ausschüsse (genannt Abteilungen) aus je fünf Mitgliedern
- auswärtigen Angelegenheiten
- Kriegswesen
- Justiz
- Finanzen
- Handel und die Gewerbe
- Gegenstände der Ministerien des Innern und der Polizei
- Kultus und die öffentliche Erziehung

## Aufgaben
Die Aufgabe des Staatsrates war die Beratung von Gesetzesvorhaben (wobei diese Gesetze auch Verordnungen, Erlasse o. ä. sein konnten). Der Staatsrat hatte kein Initiativrecht, er behandelte nur Vorlagen, die ihm zugewiesen wurden. Die Vorlagen wurden dem Sekretariat des Staatsrates vom zuständigen Ministerium übergeben. Dieses hatte das Recht, zusätzliche Unterlagen anzufordern. Die Vorhaben wurden dann in den Ausschüssen des Staatsrates und später im Plenum beraten. Der Staatsrat hatte keine Entscheidungskompetenz, gab aber ein Votum für oder gegen die Vorlage ab und konnte Änderungsvorschläge machen. Üblicherweise folgte der Monarch diesem Votum. Nahm der Monarch an den Sitzungen des Staatsrates teil, verließ er die Sitzung bei der Abstimmung, um das Ergebnis nicht zu beeinflussen. Zur Wirksamkeit musste das beschlossene Gesetz durch den zuständigen Minister und den Präsidenten des Staatsrates gegengezeichnet werden. Dies betraf nur die Gesetze, die der Staatsrat behandelt hatte. Wurde ein Gesetz im Staatsrat nicht behandelt, trat es ohne diese Gegenzeichnung in Kraft.
Der Anteil der Gesetze, die dem Staatsrat vorgelegt wurden, nahm rasch ab. 1818 wurden von 16 geeigneten Gesetzen alle 16 beraten, 1821 noch 10 von 31, 1826 waren es noch vier von 30. Gemäß einer Aufstellung von Herzog Carl von Mecklenburg wurden bis März 1827 einhundert Fälle im Staatsrat behandelt und sind ihm 182 geeignete Fälle nicht vorgelegt worden. In einer Kabinettsorder vom 9. Dezember 1827 bestimmte der König, dass der Präsident des Staatsrates ihm alle Vorlagen, bei denen die Regierung und er unterschiedlicher Meinung bezüglich der Behandlung im Staatsrat waren, gesondert vorzutragen hatte.

### Der Pairsschub von 1831
Nach dem Wiedereintritt von Wilhelm von Humboldt in den Staatsrat 1830 veränderte sich das Klima der Beratungen. Insbesondere bei der Beratung der Städteordnung für Westfalen bildete sich eine Opposition gegen das Staatsministerium, geführt durch Humboldt heraus. Humboldt gelang es, in einer Reihe von Abstimmungen eine Mehrheit gegen die konservative Politik der Regierung zu organisieren. Unter dem Eindruck der Julirevolution von 1830 fürchtete der König liberale Tendenzen. Am 12. Juli 1831 richtete der König eine Kabinettsorder an die Regierung, die die Minister aufforderte, Vorlagen an den Staatsrat besser vorzubereiten. Wenig später verordnete er den Pairsschub von 1831. Der Staatsrat wurde um General Gustav von Rauch, Bischof Daniel Amadeus Neander, Geheimen Oberregierungsrat Julius August von Bernuth, Geheimen Oberfinanzrat von Stülpnagel, Geheimen Oberjustizrat Müller und Geheimen Oberrevisionsrat Wilhelm Blanchard († 1832) erweitert.

### Märzrevolution und Reaktionsära
Infolge der Märzrevolution wurde Preußen 1848 von einer absoluten zu einer konstitutionellen Monarchie. Die Gesetzgebung lag nunmehr ausschließlich bei König und Parlament. Die 1850 in Kraft getretene Verfassung für den Preußischen Staat sah keinen Staatsrat vor. Das Sekretariat des Staatsrates wurde aufgelöst, Staatssekretär Bode war schon zum 1. Oktober 1848 in den Wartestand versetzt worden.
In der Reaktionsära reaktivierte König Friedrich Wilhelm IV. 1854 den Staatsrat als ein persönliches Gremium zur Begutachtung der wichtigsten Staatsangelegenheiten.
Bei der Neueinrichtung des Staatsrates änderte sich sein Anteil am Gesetzgebungsprozess. Dadurch, dass Gesetze nun nur im Landtag final behandelt wurden, war die Befassung des Staatsrates der Beratung im Parlament vorgeschaltet. Die Entwürfe, die den Staatsrat passiert hatten, konnten nun im Landtag noch eine Veränderung erfahren. Entsprechend entfiel die Gegenzeichnung.
Es wurden neue Mitglieder ernannt (die früheren Mitglieder blieben Mitglied) und der Staatsrat zu Beratungen eingeladen. Ein Teil der Mitglieder des Staatsrates bildete die „Engere Versammlung“. Am 4. Juli 1854 trat die Vollversammlung des Staatsrates im Berliner Schloss zusammen, und der König führte die Mitglieder in ihr Amt ein. Ab 1854 berief er ausschließlich Sitzungen der Engeren Versammlung ein, für die weiteren Mitglieder war die Mitgliedschaft im Staatsrat eine reine Ehrung. Der König überwies dem Staatsrat nur wenige Vorgänge zur Beratung. Im Oktober 1856 ließ er die Engere Versammlung das letzte Mal zusammentreten, dann schlief das Gremium ein.

### Reaktivierung durch Bismarck
Auf Betreiben Otto von Bismarcks kam es 1884 zu einer erneuten Reaktivierung des Staatsrates. König Wilhelm I. ernannte am 11. Juni 1884 70 neue Mitglieder. Unterstaatssekretär Theodor von Möller wurde zum Staatssekretär des Staatsrates ernannt. Grundlage der Arbeit des Staatsrates war das Regulativ betreffend die Verhandlungen des Staatsrates. Das Regulativ passte die Abteilungen des Staatsrates der Struktur der Ministerien an. Vor allem war der Staatsrat dem Staatsministerium nachgeordnet. Die feierliche Wiedereröffnung fand am 25. Oktober 1884 im Elisabethsaal des Berliner Schlosses statt. Die Ministerien unterstützten die Arbeit des Staatsrates nur gering und legten ihm erneut nur wenige Vorlagen vor. Letztmals tagte der Staatsrat unter Bismarck 1890.

### Die letzte Sitzung 1895
Nachdem Hans von Kanitz einen Gesetzentwurf in den Reichstag eingebracht hatte, die Getreideeinfuhr zu monopolisieren und Mindestpreise für Getreide einzuführen, erklärte Kaiser Wilhelm II. in der Sitzung des Staatsministeriums am 4. Januar 1895 überraschend, den Staatsrat einzuberufen und ihn über diesen Entwurf diskutieren zu lassen. Dies führte zu intensiven Diskussionen. Ein staatsrechtliches Problem war die Teilnahme Otto von Bismarcks. Die juristische Frage war, ob seine Mitgliedschaft mit dem Ausscheiden aus dem Amt erloschen sei oder er aufgrund der Berufung im Jahre 1854 auf Lebenszeit Mitglied sei. Die politische Frage war die Aussöhnungsspolitik Kaiser Wilhelms II. gegenüber Bismarck: Reichskanzler und Ministerpräsident Chlodwig zu Hohenlohe-Schillingsfürst besuchte auf Wunsch von Kaiser Wilhelm II. Bismarck und erklärte, er würde bei Erscheinen Vizepräsident des Staatsrates werden (Wilhelm II. selbst wollte die Sitzungen leiten). Dennoch entschied sich Bismarck, die Sitzung (die kurz vor seinem 80. Geburtstag stattfand) nicht zu besuchen, und Hohenlohe wurde Vizepräsident. Die zweite Frage war, wie eine Mehrheit für die Regierungsposition zu sichern sei. Die Regierung erwog einen Pairsschub und legte Kaiser Wilhelm II. hierzu Namenslisten vor. Stattdessen wurde eine „engere Versammlung“ des Staatsrates einberufen. Die so ausgewählten 16 Staatsratsmitglieder, beraten durch 26 Großagrarier und Finanzmagnaten, tagten vom 12. bis zum 21. März unter dem Vorsitz des Kaisers.
Dies war die letzte Sitzung des Staatsrates. Er wurde nie wieder einberufen, neue Mitglieder wurden nicht mehr ernannt, der Staatsrat wurde aber auch nicht aufgehoben. Mit der Novemberrevolution endete seine Existenz de jure: Zu diesem Zeitpunkt bestand er – außer aus den Mitgliedern qua Amt – nur noch aus 8 Mitgliedern. Das Gesetz zur vorläufigen Ordnung der Staatsgewalt in Preußen vom 20. März 1919 sah den Staatsrat nicht mehr vor. Die Verfassung des Freistaats Preußen vom 30. November 1920 sah erneut einen Staatsrat vor. Dieser stand jedoch nicht in der Tradition des alten Staatsrates, sondern war die Vertretung der preußischen Provinzen und war eher am Reichsrat orientiert.

## Tagungsort
Der Staatsrat tagte zwischen 1817 und 1848 in dem von Karl Friedrich Schinkel gestalteten Staatsratssaal des Berliner Schlosses. Der Raum lag im Erdgeschoss des Südflügels, hinter dem dritten bis sechsten Fenster westlich des Portals II. Als Teil der Staatsratszimmer beherbergte der Saal ab 1910 den Präsidenten der Kaiser-Wilhelm-Gesellschaft zur Förderung der Wissenschaften. Im Zweiten Weltkrieg blieben die Räume nahezu unversehrt, bis sie 1950 bei der Sprengung des Schlosses untergingen.

## Personen

### Mitglieder
Für die Mitglieder des Staatsrates siehe Liste der Mitglieder des Preußischen Staatsrats (1817–1918).

### Präsidenten
- Karl August von Hardenberg (1817–1822)
- Carl von Mecklenburg (1825–1837)
- Karl von Müffling genannt Weiß (1837–1847)
- Friedrich Carl von Savigny (1847–1848)
- Otto Theodor von Manteuffel (1852–1856)